# اعمال کثیف (فیلم ۲۰۰۵)
اعمال کثیف (به انگلیسی: Dirty Deeds) فیلمی محصول سال ۲۰۰۵ و به کارگردانی دیو کندال است. در این فیلم بازیگرانی همچون میلو ونتیمیگلیا، لیسی چابرت، تام آماندس، متیو کری، زوئی سالدانا، مارک دروین، چارلز دارنینگ و آریل کبل ایفای نقش کرده‌اند.